# (133077) Jirsík
(133077) Jirsík est un astéroïde de la ceinture principale.

## Description
(133077) Jirsík est un astéroïde de la ceinture principale. Il fut découvert le 4 mai 2003 à l'observatoire Kleť par Jana Tichá et Miloš Tichý. Il présente une orbite caractérisée par un demi-grand axe de 2,25 UA, une excentricité de 0,04 et une inclinaison de 4,0° par rapport à l'écliptique.